# النقل في تونس
النقل في تونس  تعود ملكية حوالي 70% منه إلى القطاع العام. تشرف على هذا القطاع وزارة النقل التي تهدف لتنظيم وتأمين النقل في تونس والسهر على سيره السليم لما يضمن ذلك من تنمية اقتصادية واجتماعية. يتكون أساسا من ثلاثة ميادين رئيسية: النقل البري والنقل البحري والنقل الجوي.

## النقل البري

### النقل بالسكك الحديدية

#### السكك الحديدية
جزء كبير من السكك الحديدية التونسية ورثت عن الاستعمار الفرنسي. منذ الاستقلال، عملت الحكومات المتعاقبة على تحديث هذا المجال، تحتوي تونس على 165 2 كم من السكك الحديدية، وهناك خط يربطها بالجزائر وهو خط غار الدماء - سوق أهراس، 471 كم من السكك هي ذات مقياس قياسي، و 1694 كم من السكك الحديدية ذات مقياس متري، منهم 95 كم من الشبكة الحديدية مكهربة. الشركة الوطنية للسكك الحديدية التونسية تهتم بنقل المسافرين والبضائع على خطوط السكك الحديدية. تستغل الشركة كذلك خط قطارات ساحلي مكهرب يربط بين سوسة باب الجديد و المهدية مرورا بالمنستير يسمى بمترو الساحل.

#### قطار الضاحية الجنوبية لمدينة تونس

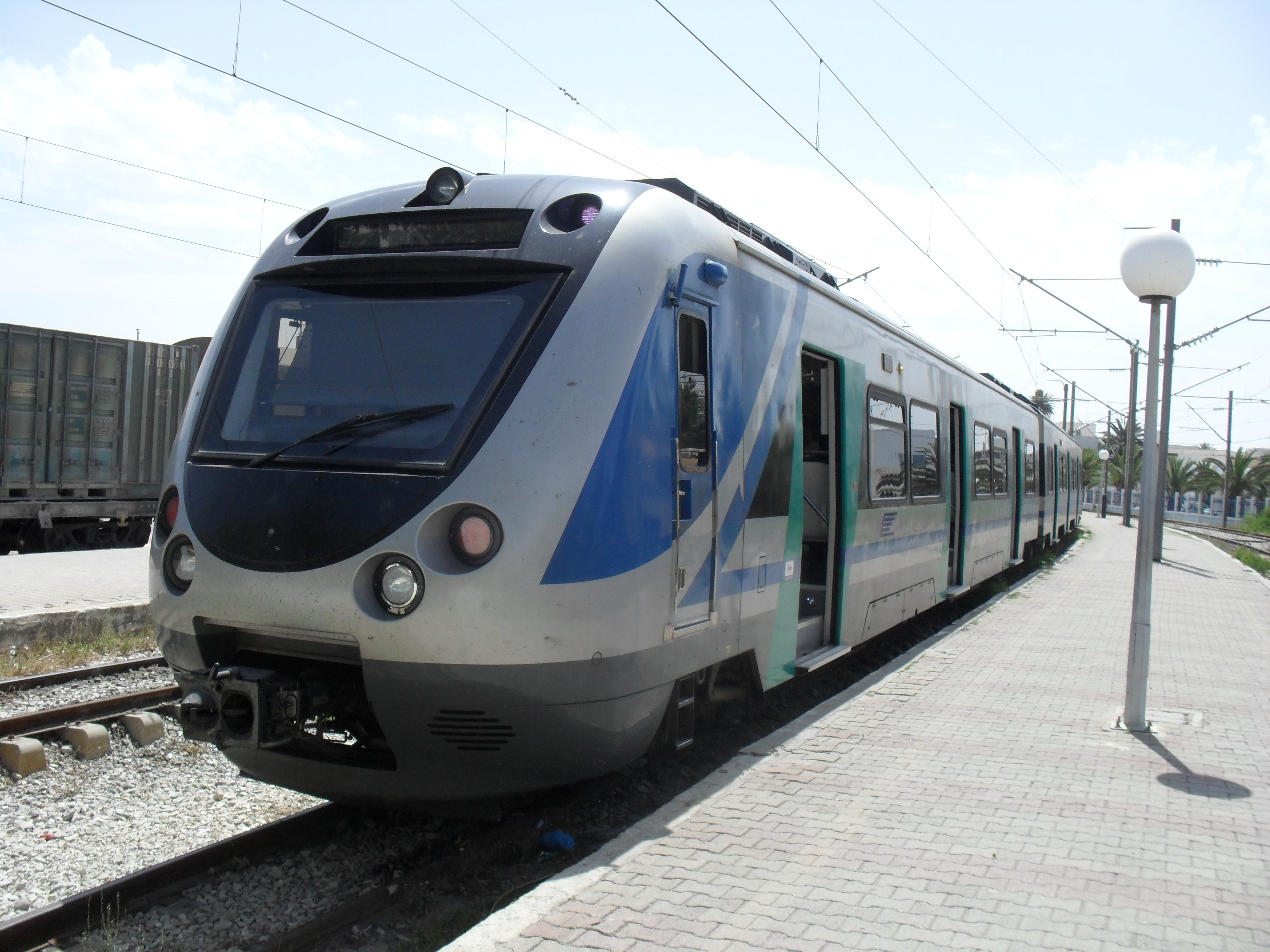
القطار الكهربائي الذي يشتغل عبر خط الضاحية الجنوبية لتونس

قطار الضاحية الجنوبية لمدينة تونس هو خط للسكك الحديدية يربط بين تونس وضواحيها الجنوبية، على طول 23.2 كم. الرحلات اليومية، التي تقدمها السكك الحديدية التونسية، وتوفر النقل لما يقرب من 26 مليون مسافر سنويا. تبقى هذه القطارات أساسا عشرين دقيقة بين تونس العاصمة والرياض. ومع ذلك، فإن هذا التردد يتغير خلال ساعات الذروة، عندما يرتفع قطار واحد كل خمس دقائق، وخاصة في الصباح إلى تونس وفي المساء عند العودة من تونس، معظم العمال والطلاب الذين يسافرون إلى وسط العاصمة الصباح. في وقت متأخر من المساء، يتناقص عدد القطارات ويمكن أن يصل الانتظار بين لقطار والقطار التالي إلى ساعة واحدة. أصبح مشروع كهربة الخط، الذي تم تصوره منذ عام 1960، رسميًا في 26 فبرير 1999. بدأت في عام 2006، ويجب أن تقلل الأعمال التي يجب الانتهاء منها في عام 2010 من مدة الرحلة - 37 دقيقة مقابل 48 دقيقة قبل - وتحسين عدد وراحة المستخدمين. في 24 كانون الأول (ديسمبر) 2007، تم توقيع عقود شراء 20 قطارًا جديدًا مع شركة هيونداي الكورية والشركة اليابانية سوميتامو. فيما يتعلق بالبنية التحتية، تم إبرام العقود في 7 فبراير 2008 مع مجموعة من الشركات الفرنسية الإيطالية ألستوم في الواقع، نظرًا لأهمية حركة المرور، فقد تم تخصيص استثمارات تتجاوز 200 مليون دينار لإنشاء طريق ثالث بين تونس وحمام الأنف ومضاعفة المسار بين حمام الأنف وبرج سيدرية. بالإضافة إلى ذلك، تم فتح نظام مركزي لمراقبة الحركة المرور وورشة صيانة. كما يتم تنفيذ برنامج بناء للجسور والأنفاق لتجنب المعابر بين السكك الحديدية والطرق. أجّلت عدة مرات، تم تأجيل فتح الخط المقرر في أبريل 2011 لمدة خمسة أشهر. تجري عملية التكليف في 6 أبريل 2012 والافتتاح الرسمي في 19 يونيو.

#### ترامواي مدينة تونس
[[]المترو الخفيف لمدينة تونس]، هو وسيلة نقل حديدي داخل العاصمة التونسية. وهي عربة سكك حديدية خفيفة بدأت الاشتغال سنة 1985. وتشرف عليها شركة نقل تونس وهي شركة عمومية للنقل ظهرت سنة 2003 باندماج شركة المترو الخفيف بتونس (التي يعود تأسيسها إلى سنة 1981) والشركة الوطنية للنقل التي ظهرت سنة 1963. يبلغ الطول الجملي لشبكة ترامواي مدينة تونس 38.8 كلم، ويتوقف الترام في 58 محطة. تحتوي شبكة الترامواي على ستة خطوط رئيسية، تنطلق من داخل العاصمة (ساحة برشلونة أو محطة تونس البحرية). بدأت أعمال الخط 1 في عام 1981 مع بدء تشغيل الخط (نحو بن عروس) في عام 1985. تحقيق الاتصال بين خطوط الحافلات والخط 1 في محطة الوردية بعد سنة، في عام 1986. يتم تشغيل الخطوط الأخرى بعد بضع سنوات: 2 (شمال) في عام 1989، 3 (غرب) و 4 (إلى باردو) في 1990، خط 5 (شمال غرب) في عام 1992. خطوط معينة تم تمديد الخط 3 في عام 1992 والخط 4 إلى الدندان في عام 1997. تم إنشاء شركة نقل تونس في 2003. ومحطة المروج 1 من امتداد 2008. في 12 نوفمبر 2008، دخل الخط الجديد البالغ طوله 6.8 كيلومتر والذي يخدم إحدى عشرة محطة بين ساحة برشلونة والمروج 4، الخدمة بعد بدء العمل في عام 2005 وبدأ تشغيله في 11 أغسطس 2008. القسم الأول حتى المروج 2. في 2 أكتوبر 2007، يعمل الامتداد على الخط 4، أي 5.2 كيلو مترات باتجاه جامعة منوبة، تم افتتاح الخط أخيرًا في 10 ديسمبر 2009، مع تأخير لمدة شهر ونصف مقارنة بالمواعيد النهائية المخططة. بالإضافة إلى ذلك، كجزء من الخطة الخمسية الحادية عشرة (2007-2011)، مشاريع لتوسيع الشبكة إلى أحياء المنزه أو النصر أو حتى إلى مدن الضواحي (الكرم، عين زغوان، سيدي داود والبحر الأزرق) التي تم اختيارها. يمتد عمل الترامواي من الساعة 03:00 صباحا حتى منتصف الليل. يمكن شراء تذاكر النقل بشكل فردي أو كتابي أو في عدادات التذاكر في المحطات أو عن طريق الاشتراك (إمكانية الشراء عبر الإنترنت على الإنترنت). يعتمد السعر على المسافة المقطوعة ويختلف وفقًا لعدد الأقسام (واحد إلى ثمانية) من الرحلة. في عام 2016، تبلغ تكلفة التذكرة التي تغطي قسمًا واحدًا 320 مليماً وتذكرة تغطي ثمانية أقسام 1,550 دينار. يواتر مرور الترام من الناحية النظرية، في ساعة الذروة، من ست إلى ثماني دقائق واثني عشر دقيقة خلال بقية الخدمة. وينقسم إلى 6 خطوط وهي:

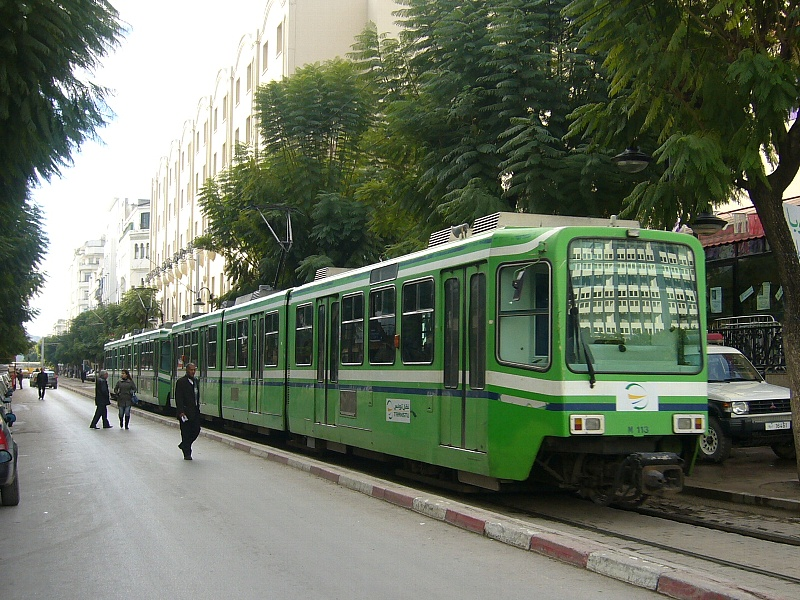
ترام تونس المخصص للخطوط 1 2 3 4 5

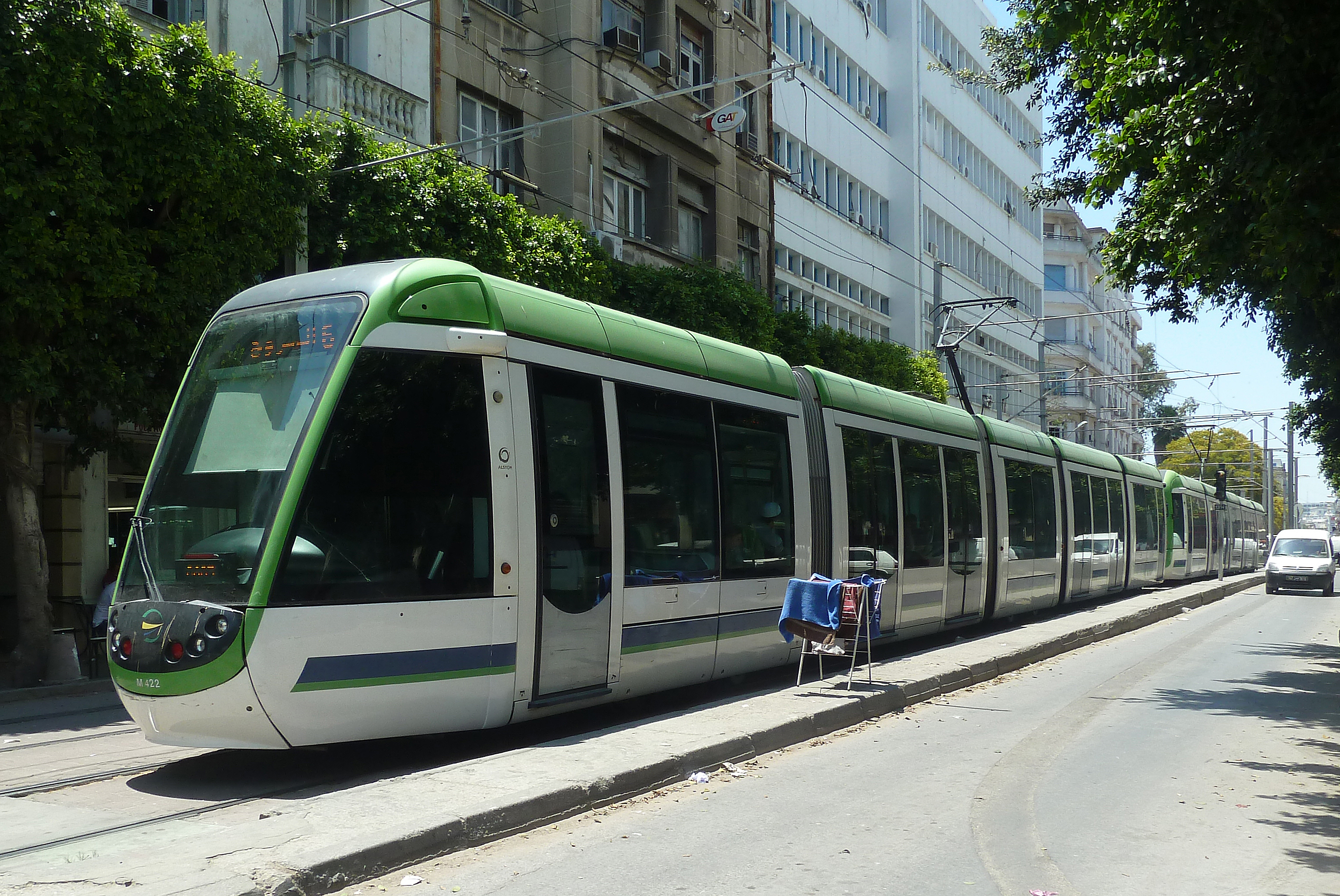
ترام تونس المخصص للخط 6

- الخط 1: ويبلغ طوله 9.2 كلم، ويتجه نحو ضاحية بن عروس جنوبا، ويمر بأحياء الوردية وابن سينا والكبارية و حي النور و ينطلق هذا الخط من محطّة تونس البحرية؛ و قد افتتح هذا الخط سنة 1985.
- الخط 2: ويبلغ طوله 8.9 كلم، ويتجه نحو ضاحية أريانة شمالا، ويمر بحي الخضراء والمنزه؛ وقد افتتح هذا الخط سنة 1989.
- الخط 3: ويبلغ طوله 8.4 كلم ويتجه نحو حي ابن خلدون غربا و يمر بحي باب سعدون وحي الرمانة والمركب الجامعي. وقد افتتح سنة 1990.
- الخط 4: ويبلغ طوله 15 كلم، ويتجه نحو المركب الجامعي بمنوبة مرورا بالدندان وباردو والسعيدية. وقد افتتح سنة 1990 حتى باردو ثم وقع مده إلى الدندان سنة 1997. ثم تم بين منتصف عام 2008 ونهاية عام 2009 تمديد هذا الخط ليصل إلى المركب الجامعي بضاحية منوبة غربي العاصمة، وقد تم افتتاحه يوم 10 ديسمبر 2009.
- الخط 5: ويبلغ طوله 9.8 كلم، ويتجه نحو حي الانطلاقة غربا ويمر بمحاذاة حي ابن خلدون وحي التحرير والعمران الأعلى. وقد افتتح سنة 1992.
- الخط 6: ويبلغ طوله انطلاقا من محطة محمد علي بالوردية 6.8 كلم وهو يغطي جانبا من حي ابن سينا حتى مستوى منتزه المروج ثم ينعطف شرقا فَيَشـُــقُّ حي المروج 2 ثم يتجه جنوبا لِيَـشُــقَّ كلا من المروج1 و 3 إلى أن يصل المروج 4. ويتضمن هذا المسلك 11 محطة بالإضافة إلى 5 محطات تابعة للجذع المشترك للخطين رقم 1 و 6 الرابط بين محطتي برشلونة ومحمد علي. وقد تم تشغيل القسط الأول من الخط 6 الذي يصل إلى منتزه المروج يوم 11 أوت 2008 ثم القسط الثاني إلى المروج 4 يوم 12 نوفمبر 2008.

#### خط تونس-حلق الوادي-المرسى

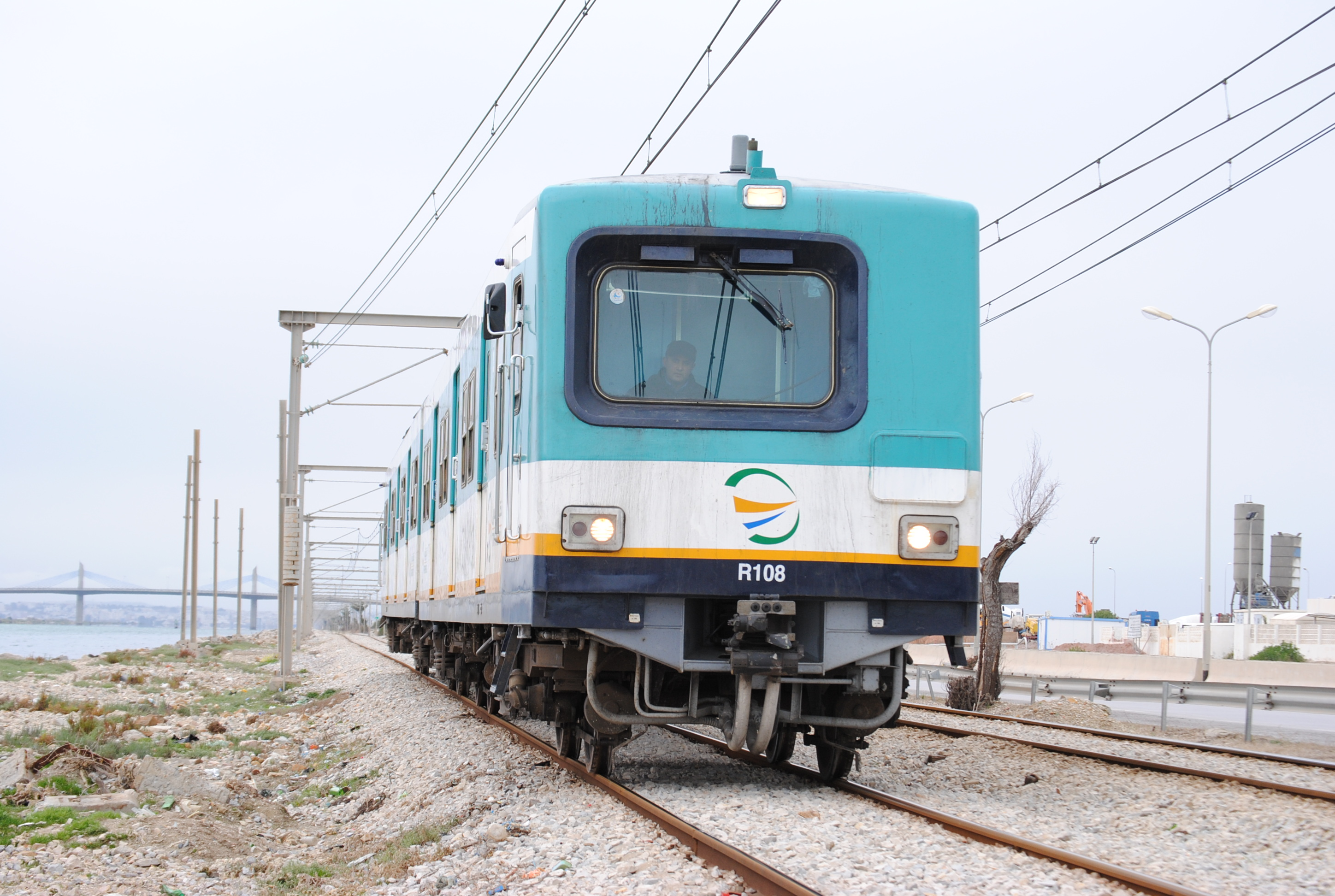
خط تونس-حلق الوادي-المرسى

خط تونس-حلق الوادي-المرسى أو تي جي أم (بالفرنسية: Tunis-Goulette-Marsa أو اختصارا TGM)‏ هو خط سكة حديد يربط تونس العاصمة بمدينة المرسى مرورا بحلق الوادي. تم افتتاح الخط لأول مرة في 1872 و1874، وحمل اسمه الرسمي الحالي في 1905، تاريخ افتتاح أول خط مباشر يعبر بحيرة تونس. يبلغ طول الخط 19 كم ويتكون من 31 محطة، بينما يبلغ مقياس السكة 1.435 مم. مدة العبور بين طرفي الخط تبلغ 45 دقيقة بسعر 0.68 دينار تونسي (680 مليم) في الدرجة الثانية، و 1.090 دينار تونسي في الدرجة الأولى. كثافة مرور القطارات هي قطار كل 10-20 دقيقة. يوجد مشروع لربط هذا الخط بشبكة المترو الخفيف لمدينة تونس، وإنشاء خط جديد نحو أحياء عين زغوان الشمالية والبحر الأزرق (8.4 كم). هذا المشروع يتطلب أشغال في أرصفة المحطات لتتلائم مع قطارات المترو الخفيف. قطار نقل ركاب كهربائي موجود في تونس العاصمة تأسس في سنة 1872 وهو تابع لشركة نقل تونس ويسمى خط تونس-حلق الوادي-المرسى ويتميز هذا القطار بأنه الناقل الأول لضاحية الشمالية لتونس كما أنه من أقدم خطوط السكك الحديدة الكهربائية في أفريقيا.

### خطوط قيد الإنجاز
- الخط الحديدي D يربط بين محطة تونس ومحطة القباعة. السكة الحديدية الجديدة لهذا الخط، توازي لعدة كيلومترات في بدايتها سكة خط تونس- غار الدمار. بعد 1.5 كم من محطة تونس، تطلبت عملية إنشاء الخطين D و E تشييد نفق على مستوى منطقة السيدة المنوبية، وهو موازي لنفق آخر مخصص لقطارات الشركة الوطنية للسكك الحديدية التونسية. يتكون هذا الخط من 9 محطات سيتم افتتاحها معا، مع إمكانية تمديد الخط إلى المنيهلة في وقت لاحق. محطات الخط D: السيدة المنوبية، الملاسين، الروضة، باردو، البرطال، منوبة، البرتقال والقباعة.[7]
- الخط الحديدي E يربط بين محطة تونس ومحطة بوقطفة، ومن المقرر افتتاحه صيف 2019. الكيلومترات الأولى من الخط، مشابهة تماما للخط D، ثم يمر من نفق السيدة المنوبية، قبل أن ينفصل غربا ليلتف حول سبخة السيجومي من شمالها. يتكون الخط عند افتتاحه من 7 محطات، ولكن من المقرر أن يتم تمديده إلى حدود سيدي حسين. محطات الخط E: النجاح، الطيران، الزهور، الحرايرية وبوقطفة.[7]

### النقل بالطرقات

#### شبكة الطرقات

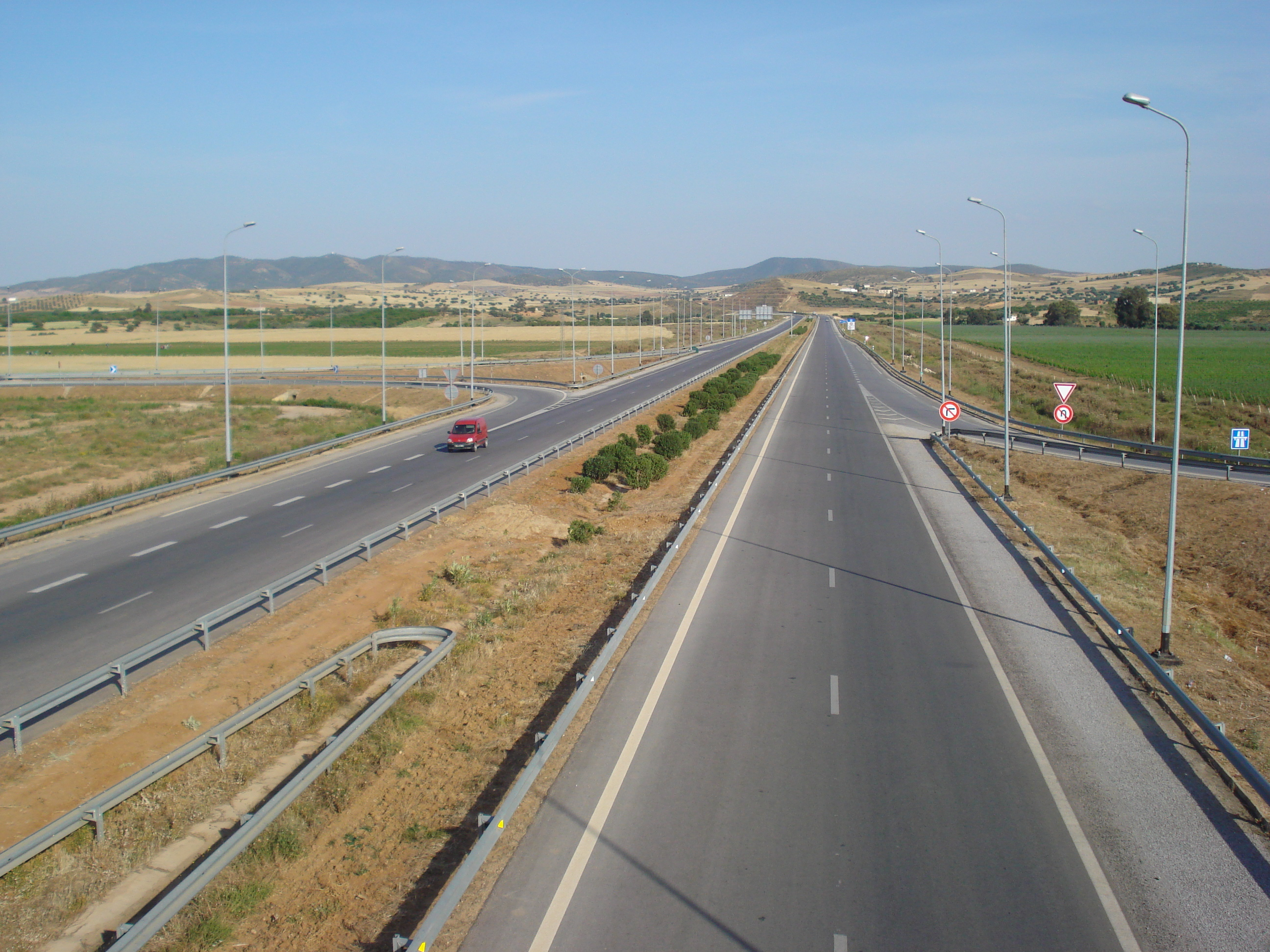
الطريق السيارة رقم 4.

في عام 2010، تمتلك تونس 19,418 كيلومترًا من الطرق. في نفس العام، يتم رصف 14756 كيلومتر 1 - 357 منها طرق سريعة - عن طريق التمييز بين الطرق السريعة الوطنية (المعروفة سابقًا باسم «الباركور الكبرى» أو GP) والطرق الإقليمية (المعروفة سابقًا باسم «التواصل المتوسط» أو MC)، في حين أن 4662 كيلومترًا 1 كيلومترات من الممرات ليست 1. يتم ربط شبكة الطرق التونسية بالشكل المناسب عند مقارنتها بشبكة السكك الحديدية المتواضعة. بدأ بناء الطرق المعبدة، والتي سُفلت عمومًا، في الثمانينيات من القرن التاسع عشر بعد إنشاء محمية فرنسية لتونس. في عقد من الزمن، تم بناء 560 كيلومترا بالإضافة إلى السكك الحديدية. ومع ذلك، من الضروري الانتظار حتى عام 1921 لبدء شبكة طرق رئيسية بما في ذلك تحقيق المحور الساحلي الرئيسي لل RN1 الذي يربط تونس بسوسة وصفاقس وقابس. تقع الشبكة في تونس العاصمة، العاصمة والمركز الاقتصادي الأول، مما يؤكد استقطابها الشديد للفضاء التونسي. يعد الجزء الشمالي من البلد الزراعي ومراكز التعدين أول المستفيدين من شبكة الطرق المترابطة بشكل متزايد مع إنشاء العقد ماطر (ط و7-ط و 11) أو النفيضة (ط و1-ط و 2). تخترق المحاور أيضًا المناطق الداخلية من البلاد مثل محور سوسة لو كيف (ط و 12)
عند الاستقلال في عام 1956 وحتى عام 1970، بدأت الدولة الفتية في ملء الفراغات بجهد مكثف في غرب البلاد، والذي يمثل نصف كيلومترات تم إنشاؤها في الستينات. قطري مثل الكاف-القصرين (ط و 17) وقابس-القصرين (ط و 15). من سبعينيات القرن العشرين، تستحوذ التجمعات الساحلية، ولا سيما تونس، على معظم مجهود التنمية حيث تركز التنمية الاقتصادية للبلد (أحد الأنشطة الرئيسية للسياحة) على الساحل. شرق البحر المتوسط. بدأ أول طريق سريع في أوائل الثمانينيات من القرن الماضي وافتتح في عام 1986. في نهاية عام 2007، مع امتداد A1 إلى صفاقس، تمتلك تونس أكثر من 360 كيلومترًا من الطرق السريعة.

#### الحافلات

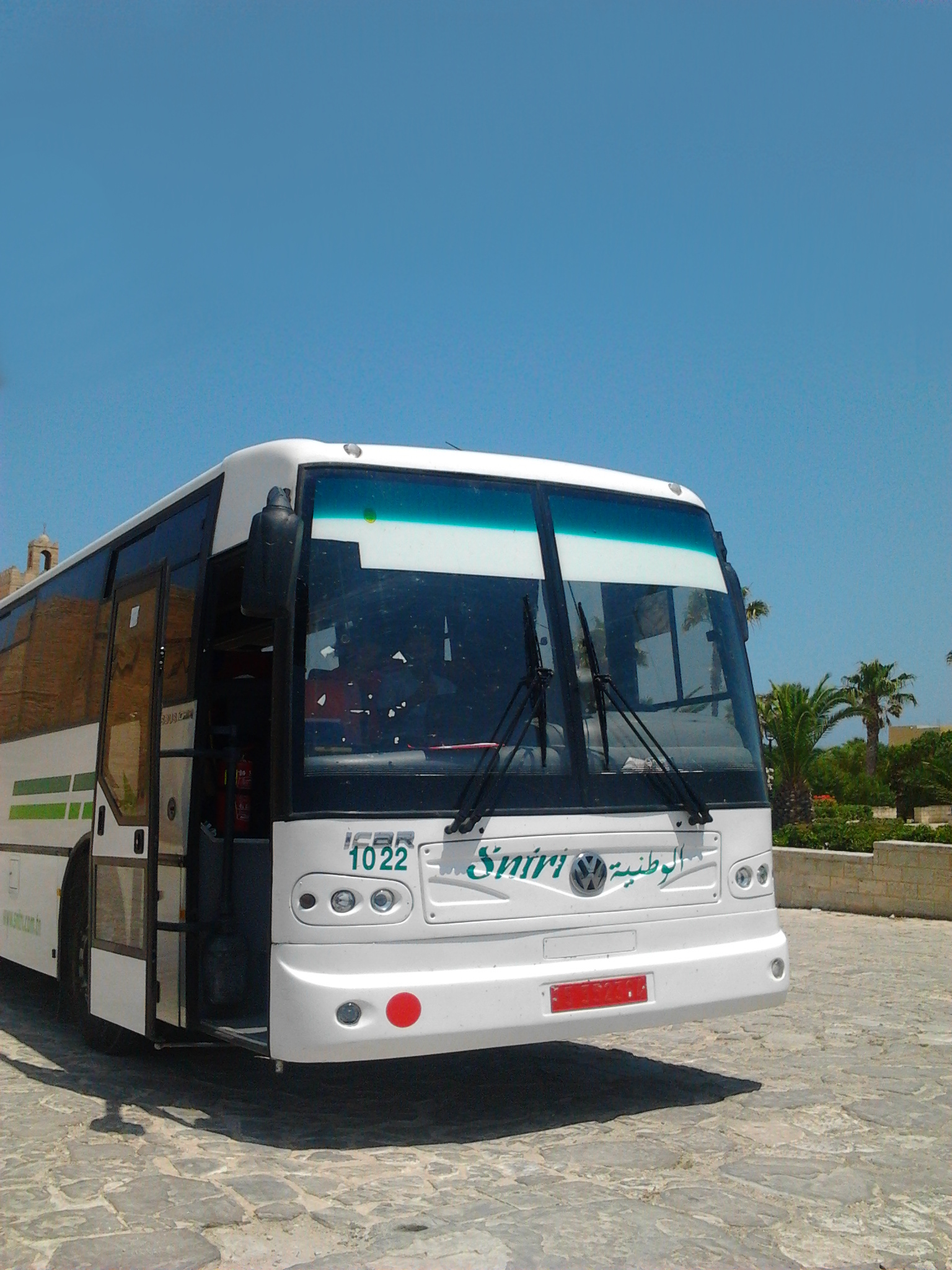
حافلة تابعة للشركة الوطنية للنقل بين المدن.

تتم إدارة النقل الحضري بواسطة شركات النقل الإقليمية المختلفة. يُعرّف النقل بين المدن بأنه النقل على طرق خارج محيط النقل الحضري والإقليمي. يتم توفيرها من قبل مشغلي القطاع العام مثل شركة النقل الوطنية بين المدن (SNTRI) وشركات النقل الإقليمية الإثني عشر. في عام 2013، تعمل أربع شركات خاصة للنقل الحضري والضواحي في منطقة تونس:
- شركة نقل الركاب (TCV)
- شركة النقل الحضري بتونس (TUT)
- شركة النقل العام (STC) العاملة تحت الهوية التجارية «مدينة النقل»
- شركة النقل الحضري والضواحي (TUS)

#### لواج - تاكسي - تاكسي جماعي
سيارات التاكسي في البلاد التونسية مشهورة جدا وموجودة بمئات الآلاف في كل المدن والقرى، ولذلك يقتصر عملها على الوسط الحضري والمدن. سيارات لواج كذلك هي مشهورة في تونس، ويقتصر عملها على النقل بين المدن فقط وليس داخله. السيارات ذات الخط الأحمر بين المدن في كامل الجهات التونسية، والخط الأزرق بين المدن في جهة معينة بنفسها.

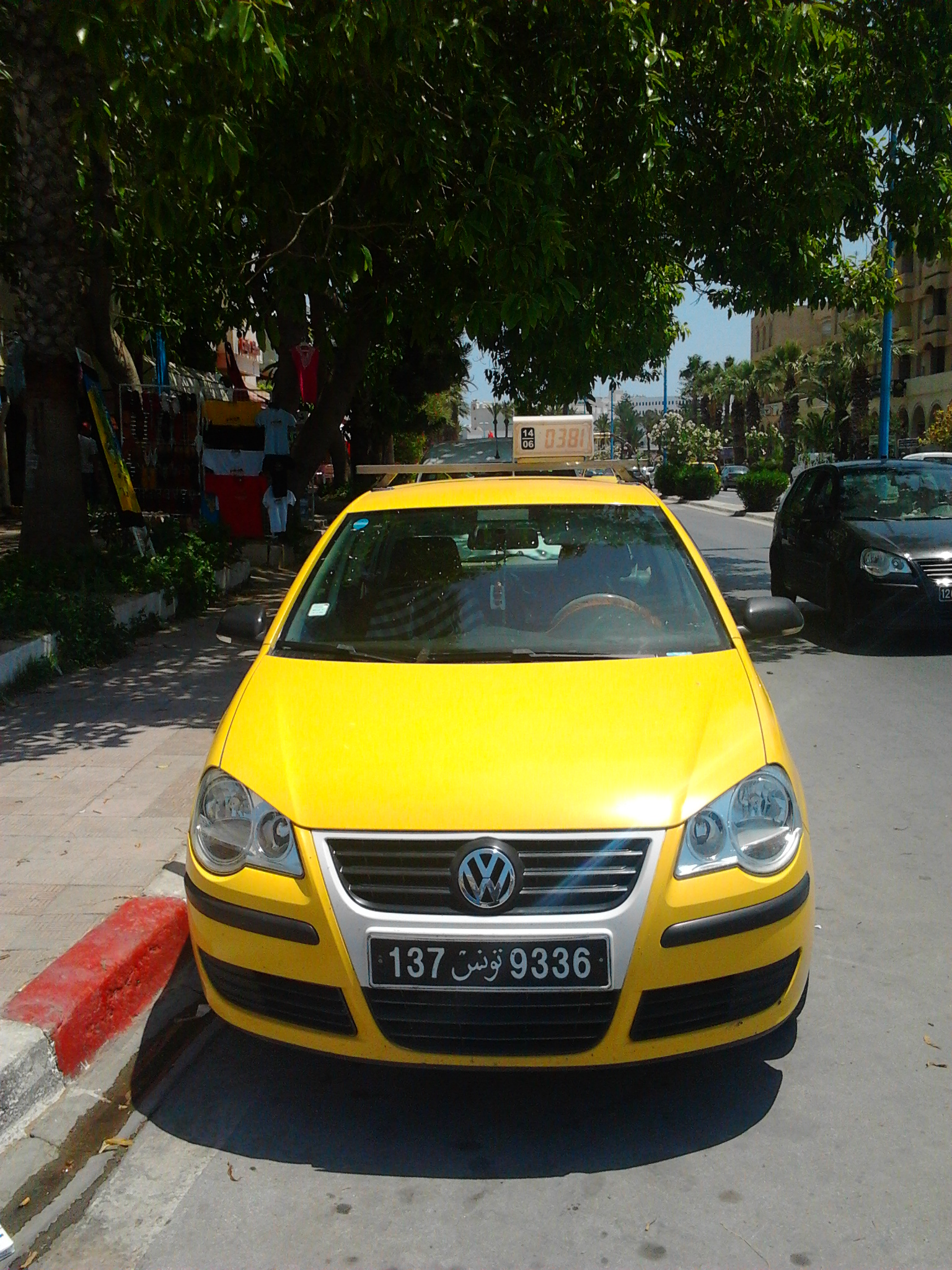
سيارة تاكسي عادية تعمل داخل المدن والقرى.
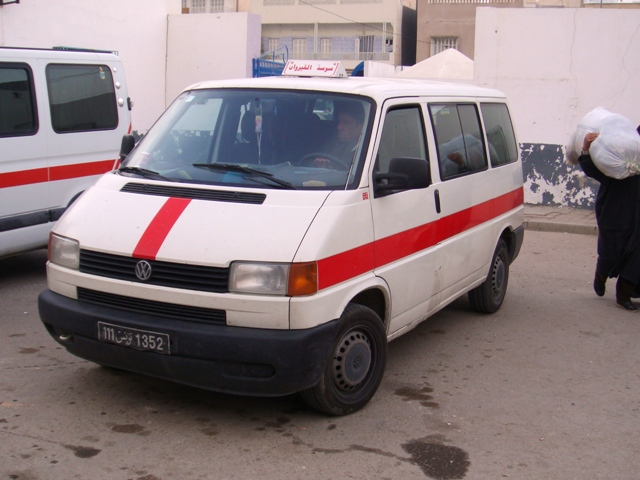
لواج ذات خط أحمر تعمل بين الجهات والولايات في كامل تراب الجمهورية ولا تعمل داخل المدن، تتسع عادة لثمانية ركاب. السعر حسب الكيلومتر تحدده الأوتيكا. توجد مجمعة في عدد كبير في محطة تخصها.
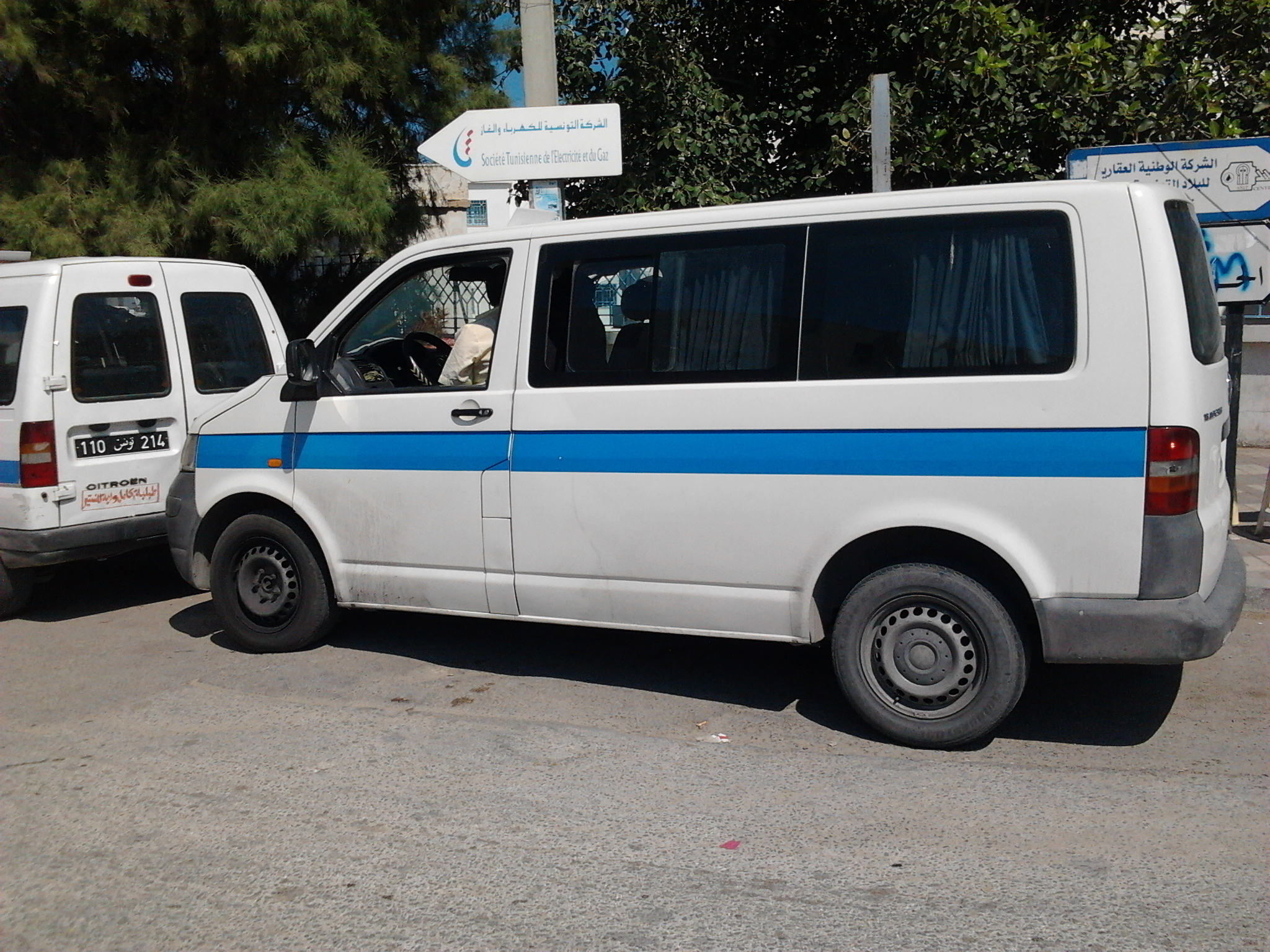
لواج ذات خط أزرق تعمل بين المدن في جهة معينة بنفسها، تتسع عادة لثمانية ركاب. السعر حسب الكيلومتر تحدده الأوتيكا. توجد مجمعة في عدد كبير في محطة تخصها.
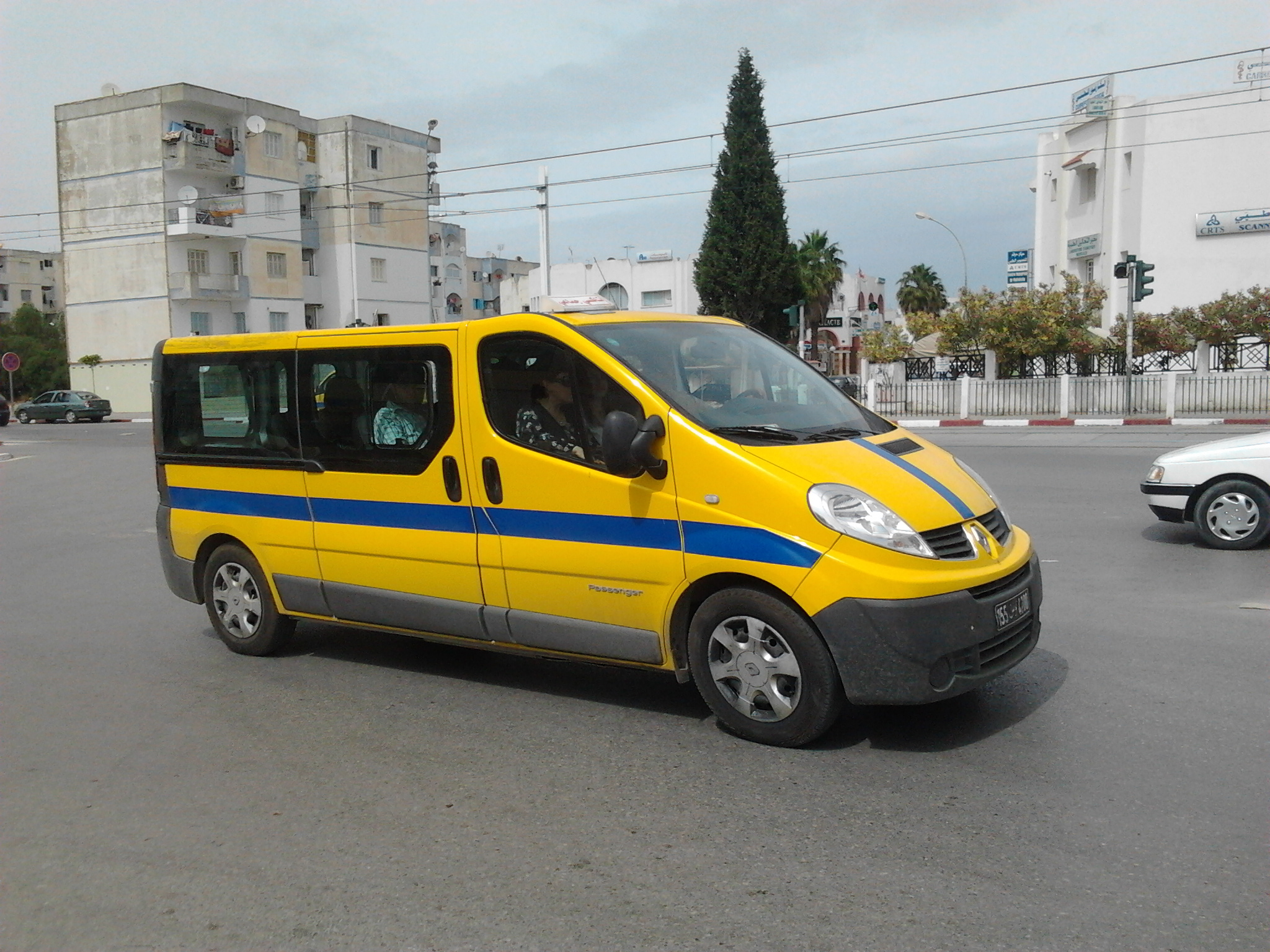
تاكسي جماعي: يمكن لهذه السيارة أن تحمل ثمانية ركاب. يتركز نشاطها في التكتل الحضري. التسعير يتبع مبدأ التأجير. وجدت في محطة مخصصة

## النقل البحري

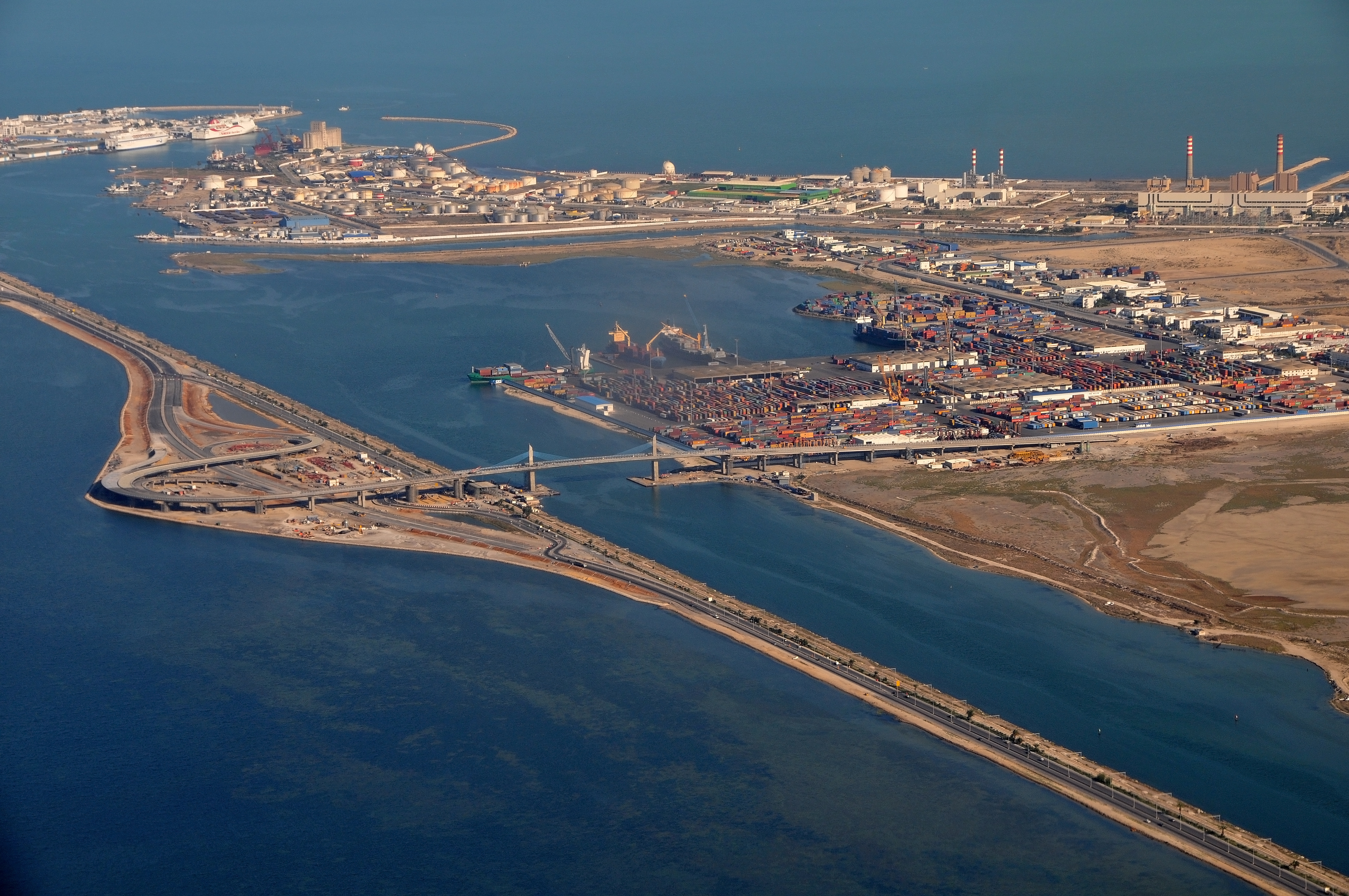
الميناء التجاري برادس

### موانئ تجارية
- ميناء بنزرت: المحروقات (مصفاة الشركة التونسية لصناعات التكرير).
- ميناء حلق الوادي: خاص بالسفن السياحية.
- ميناء رادس: سفن الدحرجة إلى جانب سفن الحاويات.
- ميناء سوسة: بضائع متنوعة.
- ميناء صفاقس: بضائع متنوعة.
- ميناء الصخيرة: بتروكيمياويات.
- ميناء قابس: أساسا نواقل المواد الكيمياوية.
- ميناء جرجيس: بضائع متنوعة.

### الملاحة البحرية
الشركة المختصة في نقل المسافرين والنقل التجاري في تونس هي الشركة التونسية للملاحة، لديها 4 سفن بضائع و 2 سفن نقل مسافرين حاليا، إلى جانب 7 بواخر قديمة تم الإستغناء عنها.

## النقل الجوي

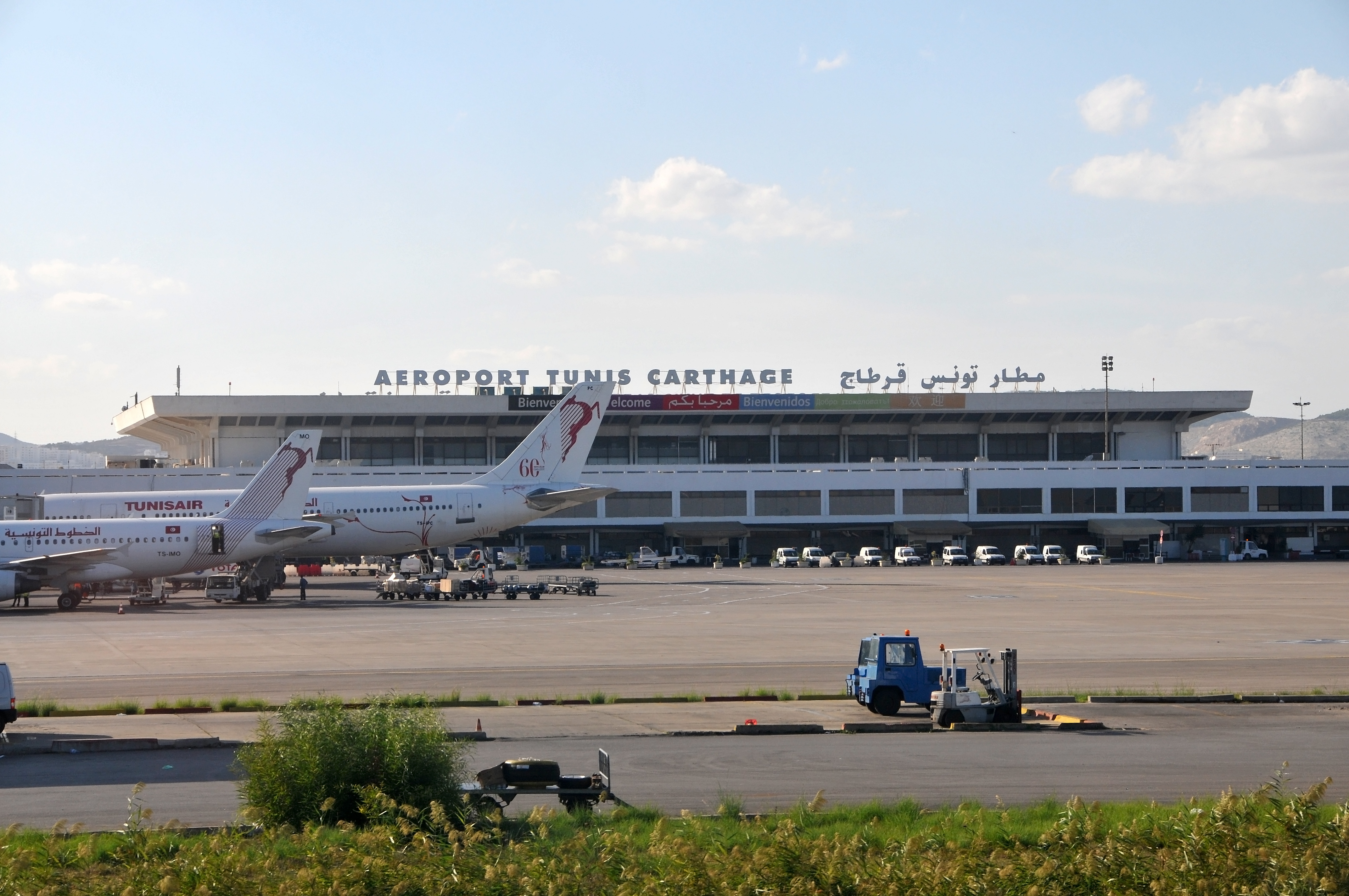
مطار تونس قرطاج الدولي

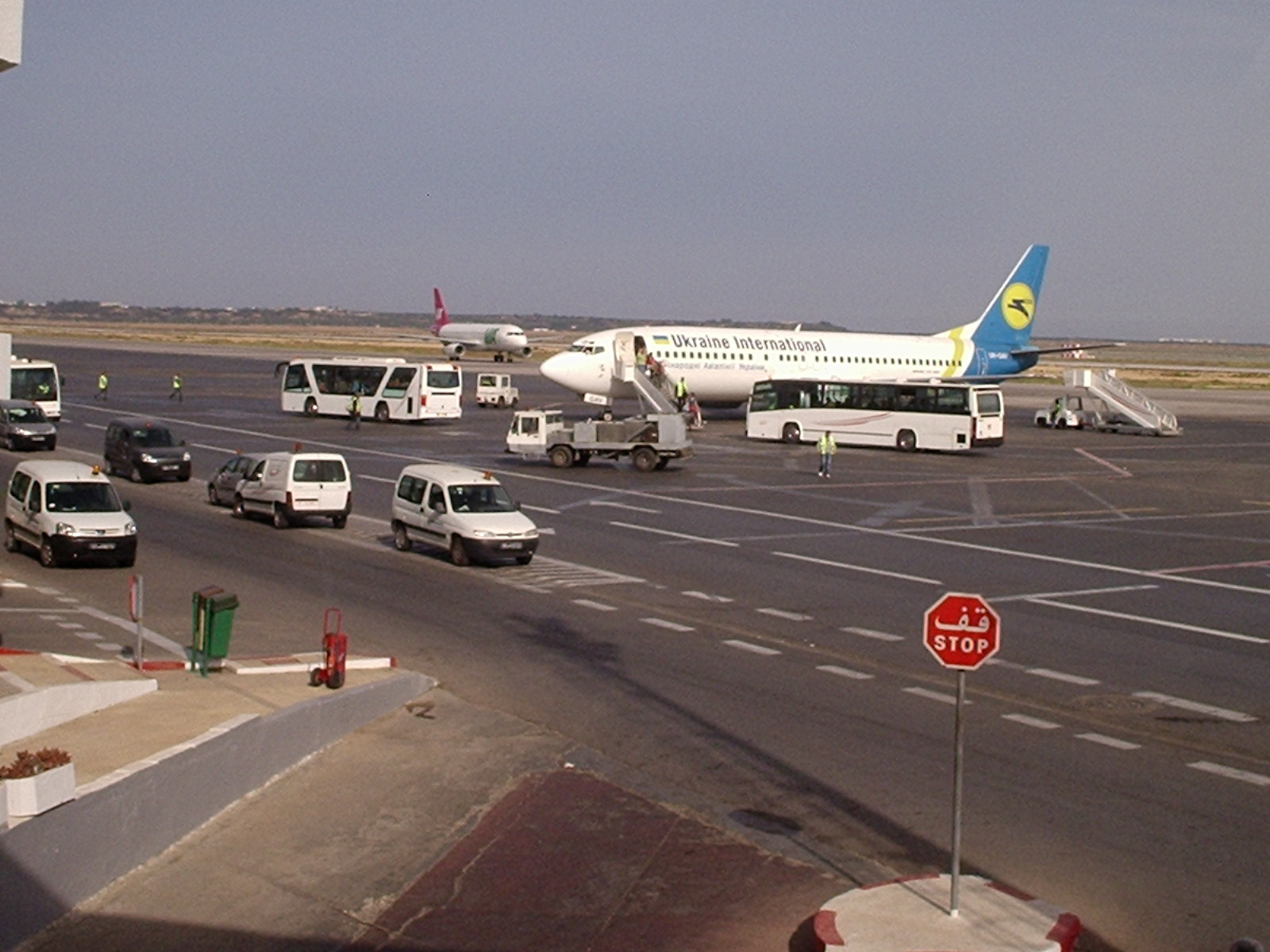
طائرة على المدرج في مطار الحبيب بورقيبة الدولي

### المطارات
تحتوي تونس في 2013 على 29 مطارا، منهم 8 مطارات دولية، 6 مطارات يديرهم ديوان الطيران المدني والمطارات، و 2 مطارات تديرهم شركة خاصة:
- مطار جربة جرجيس الدولي.
- مطار النفيضة الحمامات الدولي
- مطار قفصة قصر الدولي.
- مطار الحبيب بورقيبة الدولي
- مطار صفاقس طينة الدولي.
- مطار طبرقة عين دراهم الدولي.
- مطار توزر نفطة الدولي.
- مطار تونس قرطاج الدولي.

15 مطار لديها مدارج معبدة وتصنف كالتالي:
- 4 مطارات: أطول من 047 3 متر.
- 6 مطارات: بين 438 2 و 047 3 متر.
- 2 مطارات: بين 524 1 و 437 2 متر.
- 3 مطارات: بين 914 و 523 1 متر.

12 مطار لديها غير مدارج معبدة وتصنف كالتالي:
- 1 مطارات: بين 524 1 و 437 2 متر.
- 5 مطارات: بين 914 و 523 1 متر.
- 6 مطارات: أقل من 914 متر.

### الشركات
يوجد في تونس، شركة طيران وطنية وعامة واحدة، و 2 شركات خاصة:
- الخطوط التونسية: أول شركة في البلاد، هي شركة وطنية وعامة والوحيدة، تأسست في 1948.
  - الخطوط التونسية السريعة: هي فرع للخطوط التونسية، وتقتصر على الرحلات الداخلية، والقريبة من تونس. تأسست في 1991.
- الطيران الجديد تونس: أول شركة خاصة وهي تعمل على الخطوط الدولية، تأسست سنة 1989.
  - قرطاج للطيران: تأسست سنة 2001 كشركة خاصة، ثم إندمجت سنة 2008 مع الطيران الجديد.
- سيفاكس أيرلاينز: تأسست سنة 2011، بعد الثورة التونسية، هي شركة خاصة تعمل في الخطوط الدولية. هي أول شركة تونسية تقوم برحلة طويلة المدى بدون توقف إلى كندا.
- ياسمين للطيران: تأسست سنة 2019، هي شركة خاصة تعمل في الخطوط الدولية. تقوم لرحلات قصيرة المدى.

## التصنيع

### الطيران
لدى تونس عدة طائرات بدون طيار تونسية الصنع، وذلك من قبل شركة تونس لتكنولوجيات الطيران، أول طائرة بدون طيار تونسية وعربية حلقت لأول مرة سنة 1997 وهي طائرة نسناس، ثم سنة 2004 من نفس الشركة طائرة بدون طيار أخرى وهي طائرة جبل العسة 650.

من أيادي تونسية وخاصة، شركة أفيوناف (Avionav) هي أول شركة تونسية للركاب تصنع طائرات صغيرة ذات مقعدين فقط. تأسست في 2014. وكذلك تقوم بعقود تصنيع مع شركات أجنبية أين تستورد القطع من الخارج وتقوم بصنع الطائرات من أيادي تونسية بالكامل.

## النشاط
بعد الثورة التونسية في 2011، تم إنشاء عدة جمعيات ومؤسسات مختصة في النقل الجوي، إلى جانب تنظيم عدة تظاهرات ومعارض جوية، مثل يوم تونس للطيران الذي بدأ منذ 2012 وهو معرض سنوي، أو رالي الجو 1 في 2015.
من الجمعيات المختصة في مجال الطيران يذكر:
- أغسطس 2011: الجمعية التونسية لطياري خط (ATPL).
- أكتوبر 2011: الجمعية التونسية للطيران الافتراضي (ATAV).
- يونيو 2013: الجمعية التونسية للطيران (ATA).
- يونيو 2013: الجمعية التونسية لقيادة الطائرات وثقافة الطيران (ATPCA).
- سبتمبر 2013: الجمعية التونسية للطيران الخفيف (ATAL).

## روابط خارجية
- موقع وزارة النقل التونسية.